# Migrén
A migrén a fejfájások egyik speciális változata, sokan az erős, hosszan tartó fejfájás szinonimájának tartják. A többnyire féloldali fejfájást sok esetben látászavarokból, vibráló, cikkcakkos fényekből álló migrénaura előzi meg. Mozgászavarok is jelentkezhetnek.
Féloldali jellege miatt a görögök hémikraniának, nevezték, a latin hemicrania forma közvetítésével innen származik az ófrancia migraine, magyarul migrén.
Ebben a neurológiai betegségben a népesség 10%-a szenved. Nőknél háromszor gyakoribb, mint férfiaknál. A fájdalom tipikusan visszatérő, lüktető, féloldalas, és rohamszerűen jelentkezik. Hányinger, hányás, fény- és hangérzékenység kísérheti. 

## Története

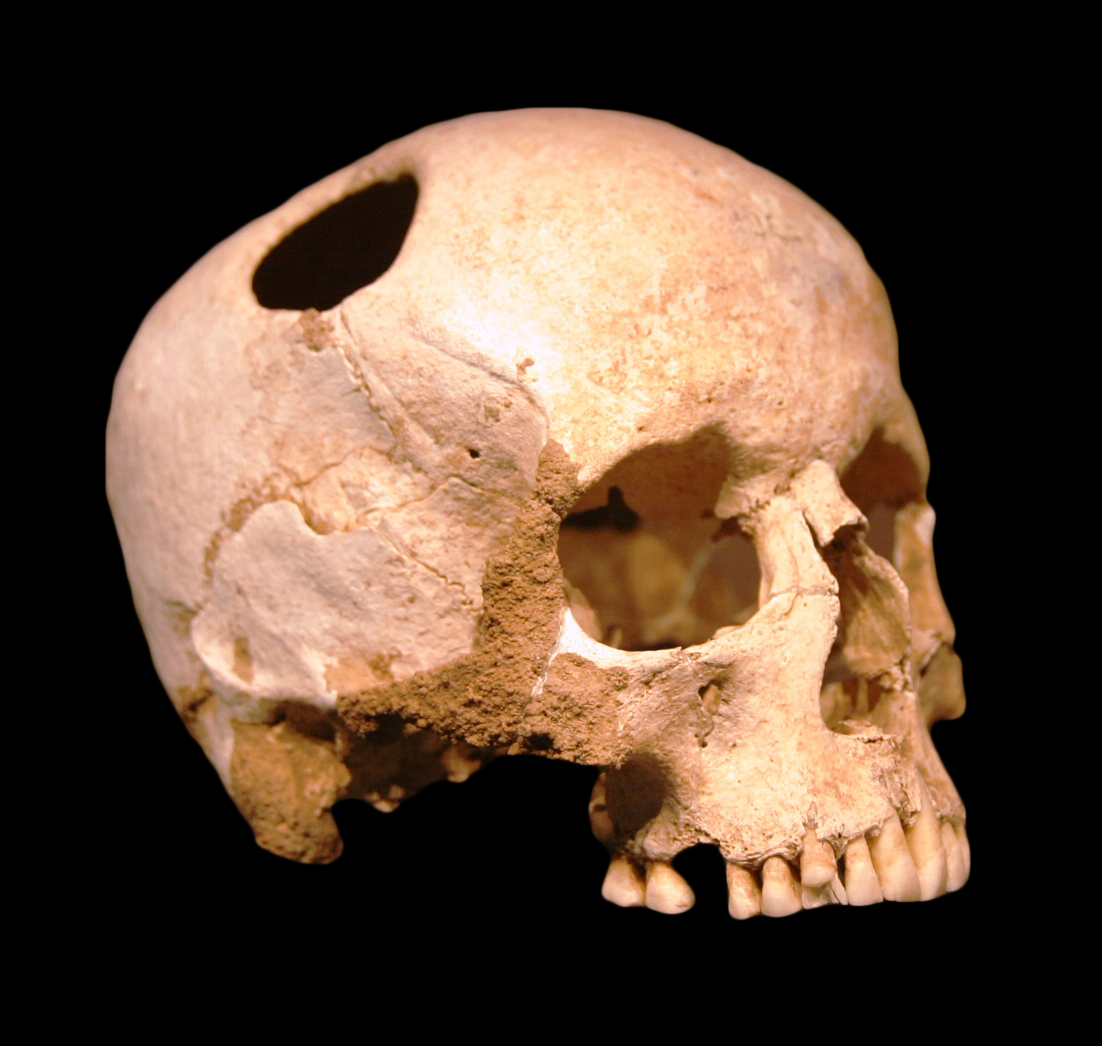
Egy meglékelt koponya

A migrén kezelésének első kísérletei a középső kőkori koponyalékelések. Akkoriban a fejfájást és más neurológiai megbetegedéseket az embert megszálló gonosz szellemeknek, démonoknak tulajdonították. A koponyalékelés célja az volt, hogy ezeket a szellemeket kieresszék a fejből. A koponyalékelést különböző okokból, kultikus, misztikus okokból, vagy gyógyítás céljából végezték. A leletek szerint a betegek 50%-a még éveket élt a beavatkozás után. A honfoglaló magyarok között is szokás volt az eljárás. Még a 17. században is végezték.
Az ókori Egyiptomban más módszereket is ismertek. Az időszámításunk előtti 1550-re datált Ebers-papirusz különféle gyógymódokat ír le. Ezek egyikében harcsa csontvázának hamvával kellett bedörzsölni a fájós területet.
Elsőként Hippokratész ismerte fel az aurát, mint a fejfájás előhírnökét. Ezt okolta azért, hogy a gyomorból gőzök szállnak fel, és fejfájást idéznek elő. A 2. században Aretaiosz írta le az általa heterocranianak nevezett migrén összes tünetét fejfájással, izzadással, hányingerrel és hányással. Galénosz nevezte először hemicranianak a betegséget, aminek keletkezéséért a túl sok sárga epét tette felelőssé.
A migrén központi idegrendszeri eredetét Thomas Willis említette először 1664-ben az agyi erek tágulásával együtt. Ekkoriban higanyvegyületekkel, kálium-cianiddal, ebvésszel, nadragulyával és gyűszűvirággal kezelték a migrént.
William H. Thompson 1884-ben hatásosnak találta az anyarozs kivonatát a migrénre, ezzel megvetette a modern migrénterápia alapjait. Ennek hatóanyagát, az ergotamint Arthur Stoll izolálta először 1920-ban. Az ergotamin hatásmechanizmusának felfedezése újabb gyógyszerek, a triptánok kifejlesztéséhez vezetett.

## Okai
A betegség pontos oka nem ismert, az agyi erek görcsös összehúzódását majd kitágulását, valamint egyfajta hátulról előre, hullámként terjedő agyi működészavart sejtenek a panaszok mögött.
Mivel az ipari országokban az utóbbi negyven évben gyakorisága a kétszeresére-háromszorosára nőtt, ezért feltételezik, hogy a környezeti tényezők és az életmód is szerepet játszik kialakulásában. Az arra érzékeny egyéneknél bizonyos anyagok és helyzetek rohamot váltanak ki. Ide tartoznak a hormonális változások, a stressz, az alvás, és az élelmiszerek. Ezek a tényezők egyénenként különbözők, és a fejfájások naplózásával mutathatók ki.
A leggyakoribb rohamokozók a stressz, az életritmus felborulása, a kialvatlanság vagy a túl sok alvás és a környezet. Néhány betegnél a roham a stressz elmúlása után jelentkezik, például hétvégén. A leggyakoribb rohamkiváltó környezeti ingerek az időjárás és a szagok.
A nőknél még a havi ciklussal járó hormonális változások is a gyakoribb rohamkiváltók közé tartoznak. A migrénes nők felénél jelentkezik ez a probléma. A leginkább veszélyeztetett időszak a késői sárgatestfázis vagy a fogamzásgátlók szedésének szünete.
A migrénesek kétharmada összefüggést lát bizonyos élelmiszerek vagy élvezeti szerek fogyasztása és a rohamok fellépése között. A leggyakoribb ilyen cikk az alkohol. Emellett a glutamát-, a tiramin-, a hisztamin-, és a szerotonintartalmú élelmiszerek és élvezeti szerek is gyakran keltenek rohamokat, például a vörösbor, a csokoládé és a sajt. A kávét is gyakran hibáztatják.
Sok beteg a migrénes roham legkorábbi szakaszában, az aurát és fejfájást megelőző egy napban (prodrome szakasz) különösen kíván egyes élelmiszereket vagy élvezeti szereket, és tévesen ezeket teszi felelőssé a rohamért. Az egyes élelmiszerek feltűnő megkívánása és a migrén kialakulása közötti ok-okozati összefüggés nincs feltárva. Egyes gyógyszerek, különösen a nitrogénmonoxidot felszabadító értágítók is kelthetnek rohamokat.
A nátrium-glutamát rengeteg ételben megtalálható, főként az ázsiai (kínai, japán) ételekben alkalmazzák.

## Előfordulása
A migrén kortól és nemtől függetlenül bárkinél jelentkezhet. Családi halmozódások vizsgálata során egy bizonyos öröklődési hajlamot is megállapítottak, mely talaján gyakrabban alakul ki. Előfordulása a teljes népességre vonatkoztatva 8-12%, ezen belül leggyakoribb a 20-50 közötti nők körében, ebben a csoportban 20-25%-ot is elér a gyakorisága.
A legtöbb beteg a 25 és 45 év közötti korosztályhoz tartozik, de a betegség már gyermekkorban elkezdődhet. Gyakorisága kamaszkorra az összes fejfájás 20%-ára nő. A gyerekeknél nincs különbség a nemek közötti gyakoriságban, csak a nemi érés után válik gyakoribbá a nők körében. A férfiak gyakrabban szenvednek atípusos migrénben, ezért feltehetően ritkábban ismerik fel náluk a betegséget. Éppen ezért a gyakorisági adatokat kritikusan kell szemlélni. Gyakorisága miatt a gazdasági jelentősége sem lebecsülendő, mind a kezelésére fordított költségek, mind a kiesett munkaidő, mind a termelőképesség csökkenése miatt.

## A rohamok gyakorisága
A migrén rohamok formájában jelentkezik, melyek 4 órától 3 napig tarthatnak. Van, akinél egész életében csak egyetlen roham történik, mások akár havi 6-8 rohamot is átélhetnek rendszeresen, de náluk is előfordulhat több hónapos, esetleg több éves rohammentes időszak.

## Következményei
Az egyértelműen diagnosztizált aura nélküli migrénnek nincsen jelentősebb egészségi következménye. Az aurával járó migrének esetén egyes kutatások szerint fokozódik egy esetleges stroke, agyi katasztrófa esélye.
A rendszeresen visszatérő súlyos migrénrohamok a roham alatt teljes munkaképtelenséget okozhatnak, annak minden társadalmi és gazdasági vonzatával, sok migrénes a munkahely elvesztése miatt félelmében szinte munkaképtelen állapotban is dolgozni kényszerül. A fejfájásos roham, de különösen a megelőző aurajelenség a közlekedési, vezetési képességet erősen rontja. Aurajelenség alatt vezetni nem tanácsos.

## Tünetei

### Bevezető szakasz
A betegek egy része a rohamokat már egy nappal előre megérzi, elsősorban hangulatváltozás hívhatja fel a közelgő rohamra a figyelmet. Ezt a szakirodalomban prodromának nevezik. Jellemző tünetei közé tartozik az aluszékonyság, szokatlan fáradtság, vagy éppen feltűnő mértékű és mással nem magyarázható felvillanyozottság és eufória, felfokozott étvágy, szénhidrát tartalmú ételek, csokoládé kívánása.

### A rohamot megelőző aura jelenség

A migrénaura vizuális tünetei
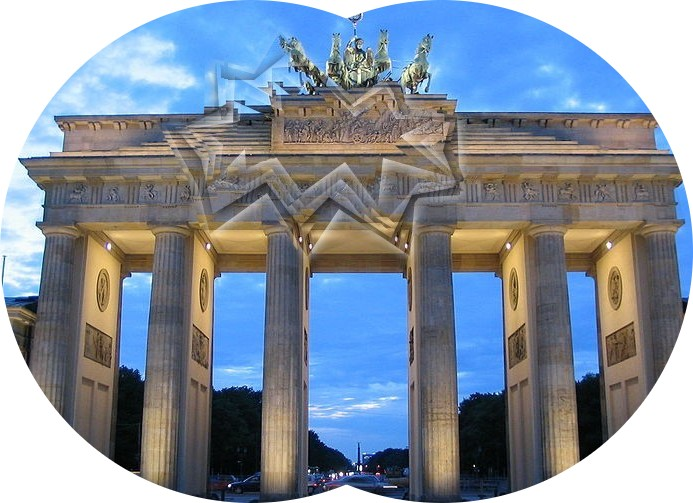
Cikkcakkosa alakzat
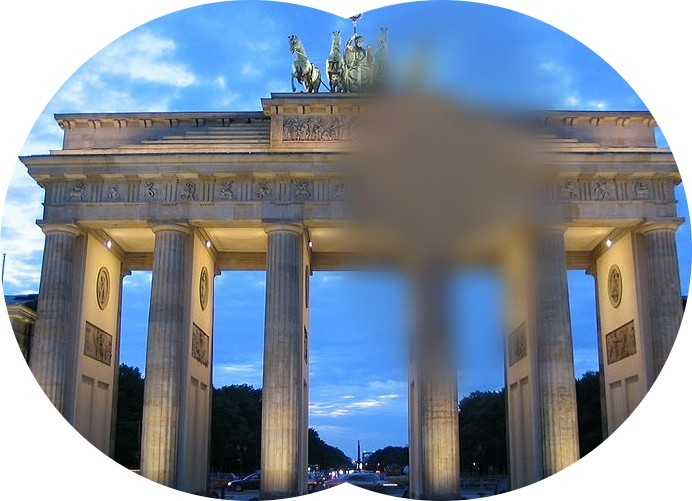
Negatív szkotóm, a részletek helyi elmosódása
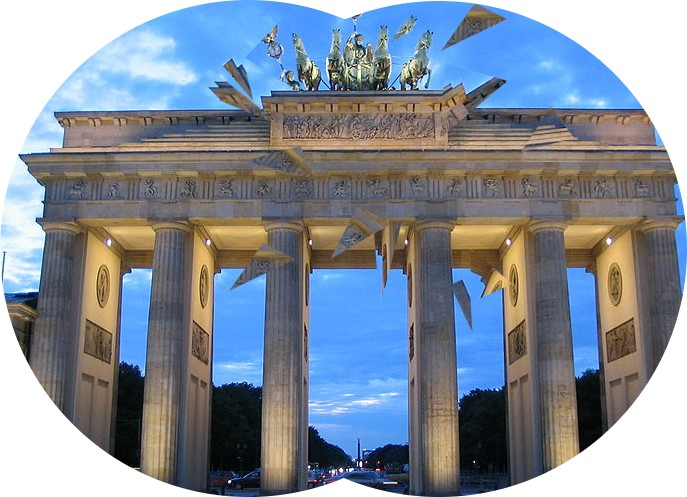
Pozitív szkotóm, újabb struktúrák hozzáadódása
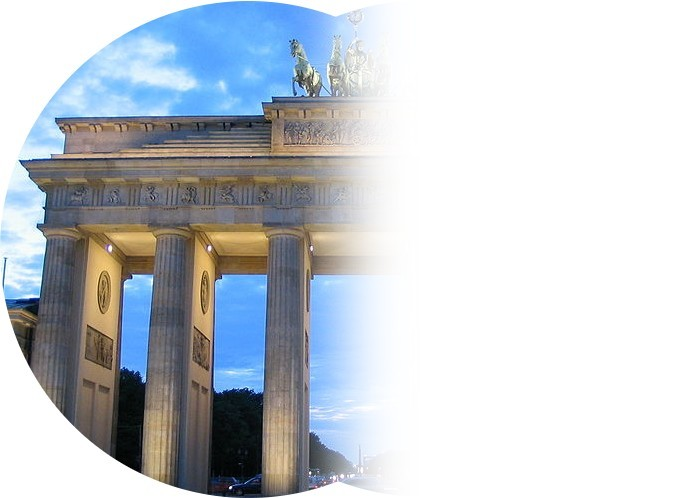
A látótér féloldalas kiesése

A rohamok kb. negyedét látászavar, úgynevezett migrénaura vezeti be, ilyenkor előfordul, hogy a látótér egy részén csak fekete, vagy vibráló ezüstös folt van, máskor villogó pontok vagy fényes, esetleg színes cikkcakkos vonalak, részleges látáskimaradás, a térlátás elvesztése, csőlátás, gömb vagy csillag alakzatok jelennek meg. Ezek a jelenségek fokozatosan alakulnak ki és általában fél óra alatt megszűnnek. Néhány művészt megihlettek ezek a vizuális jelenségek.
Ennél jóval ritkábban a végtagok zsibbadása, gyengesége, beszédzavar vagy szédülés is előfordulhat. Migrén esetén ezeket is aurának nevezik. Előfordul az is, hogy valakinek vannak aurával bevezetett rohamai, máskor csak fejfájás aura nélkül és megint máskor esetleg csak az auratünet jelenik meg. Az aurás tünetek lezajlása után egy órán belül jelentkezik a fejfájás.
A migrénaurára jellemző az érzés- és látászavar vándorlása, vagy átalakulása. A tüneteket okozó működési zavar vándorlása speciális vizsgálatokkal az agyban is megfigyelhető. Lassú megjelenése és elmúlása, valamint dinamikája miatt jól elkülöníthető más neurológiai megbetegedésektől, például az epilepsziás rohamoktól. Az aura nem károsítja az agyszöveteket, és nem tart tovább egy óránál.

### A fejfájásos szakasz

Cortical spreading depression animációja

A aurajelenséget követő fájdalom a mérsékelttől a szinte elviselhetetlenig előfordulhat, általában lüktetőgörcsös jellegű. Az esetek 70%-ában féloldali, és leginkább a homlokot, a tarkót és a szemtájékot érinti. Szinte mindig hányinger (80%), de legalábbis étvágytalanság (több, mint 80%), máskor hányás (40–50%) , a külvilág ingerei (fények 60%, hangok 50%, szagok 10-30%) iránti fokozott érzékenység kíséri. Mozgás hatására a fájdalom erősödik. Időtartama egy óra és három nap között változik. A gyerekek rohamai rövidebbek, és gyakrabban kétoldaliak a homlok és a halánték területén. Náluk gyakoribb a zajérzékenység, a szédülés és az egyensúlyzavar. A migrén egyes formáiban a fejfájásos szakasz elmarad.
A betegek többsége a roham alatt gyakorlatilag nem tudja ellátni napi teendőit, legjobb, ha sötét, csendes, nyugodt szobában le tudnak feküdni, ahol nem zavarja őket senki.

### Utóhatások
A fejfájás elmúlását több napos fáradtság, izomláz és izomfájdalom kísérheti. A beteg "kifacsartnak" érezheti magát, de vannak, akik a roham elmúltával kipihentnek, feltöltődöttnek érzik magukat.

## Osztályozása
A migrén elsődleges fejfájást okozó betegség. Ez azt jelenti, hogy a fejfájásnak nincs nyilvánvaló oka, mint az agydaganat, az agysérülés vagy gyulladások. A migrént és a hozzá hasonló betegségeket a Nemzetközi Fejfájás Társaság (International Headache Society, IHS) elsődlegesen az aura szempontjából osztályozza.

### Aura nélküli migrén
Az aura nélküli, más néven közönséges migrén 80–85%-os részesedésével a migrén leggyakoribb formája. Erről akkor van szó, ha a kórtörténetben legalább öt fejfájásroham szerepel, amik a négy fő kritérium közül legalább kettőnek eleget tesznek:
- Féloldalasság, oldalváltás lehetséges
- Közepes, vagy nagy erősség
- Hasogató jelleg
- Erősödés testmozgás hatására

Emellett kell még lennie legalább egy vegetatív tünetnek, hányingernek, fény- vagy hangfóbiának.
Aura hiányában nyugtalanság, izgatottság és hangulatváltozás jelezheti előre a rohamot, egy órával-két nappal megelőzően. A fájdalom az esetek kétharmadában féloldalas, lüktető, mozgás hatására erősödik, és kezelés nélkül négy óráig-három napig tarthat. Kísérheti hányinger, hányás (80%), fényérzékenység (60%), hangérzékenység (50%), szagérzékenység (< 30%). Gyerekeknél a rohamok rövidebbek is lehetnek, és náluk kétoldali a fájdalom. Nőknél az aura nélküli migrén gyakran a menstruációs ciklushoz kapcsolódik. Az újabb rendszerezések ezért megkülönböztetik a menstruációs migrént, a nem menstruációs migrént és a menstruációhoz kapcsolódó migrént.

### Aurás migrén
Az aurás, más néven klasszikus migrént különféle neurológiai jelenségek kísérik:
- látászavarok
  - látótérkiesés
  - szkotómok
  - fényvillanások
  - színes, csillogó, cikkcakkos vonalak
  - micropsia, macropsia (saját magát vagy a környezetet megváltozott nagyságúnak érzékeli)
- a bőrérzékelés zavarai
  - érzéskiesés
  - zsibbadás
- beszédzavarok
- mozgászavarok, bénulás

A tünetek átlagos időtartama 20-30 perc, de néha túllépheti az egy órát is. Az aurajelenségek alatt, vagy azok után egy órán belül kezdődik a fejfájásos szakasz, amit hányinger, hányás, fényérzékenység, hangérzékenység, szagérzékenység kísérhet. Ez a szakasz akár teljesen el is maradhat.
Az IHS szerint aurás migrénről akkor beszélhetünk, ha:
- múlékony látás-, érzés- és beszédzavarok jelentkeznek
- a tünetek 5-60 perc alatt alakulnak ki, vagy múlnak el.[12]

#### Tipikus aura migrénes fejfájással
A migrénes aura legjellemzőbb formája a tipikus aura migrénes fejfájással. Ezt sok betegnél nem migrénes fejfájás követi, amit nem kísérnek migrénre jellemző tünetek.

#### Tipikus aura fejfájás nélkül
Ez a migrénes aura fejfájás nélkül jelentkezik a betegek egy kisebbségénél. Többnyire férfiaknál fordul elő. Az idő múlásával a rohamokból elmaradhat a fejfájás az öregedés során.

#### Familiáris hemiplégikus migrén
A fenti tünetek mellett ritkán megfigyelhető időleges féloldali bénulás is társulhat a migrén tüneteihez. Ez a tünet gyakrabban érint egyes családokat. Emellett kómáig menő öntudatzavar, láz és zavartság is megfigyelhető. A családi halmozódást akkor ismerik el, ha egy első- vagy másodfokú rokonnak szintén ilyen migrénje van. Ezért a családi halmozódásért az 1-es, a 2-es és a 19-es kromoszómán öröklődő mutációk a felelősek. Eszerint három típust különböztetnek meg, az I-est (FMH1), a II-est (FMH2) és a III-ast (FMH3).

#### Sporadikus hemiplégikus migrén
A sporadikus hemiplégikus migrén tünetei a családban halmozódó hemiplégikus migrénhez hasonlítanak, de a rokonságban nincs nyoma ezeknek a tüneteknek. Nem is találtak olyan géneket, amiket felelőssé lehetne tenni ezért a formáért. Gyakorisága összehasonlítható a családban halmozódó hemiplégikus migrénnel. Ez a típus férfiakban gyakoribb.

#### Baziliáris migrén
A bazliáris migrén fiatal felnőtteknél fordul elő. Jellemző tünetei eltérhetnek a többi aurás migrénétől; jellemző a szédülés, a fülcsengés, a hallás- és beszédzavar, a kettőslátás és más látászavarok mindkét szemben, ataxia, öntudatzavar vagy egyidejű kétoldali paresztéziák. Egyes esetekben a bezártságszindrómára emlékeztető teljes mozgásképtelenség alakul ki, aminek időtartama 2-30 perc. Csak a szem mozoghat függőlegesen (Bickerstaff-Szindróma). Az aura és a fejfájás kétoldali.

#### Retinális migrén
A retinális migrén a féloldali látászavarokról ismerhető fel, amiket migrénes fejfájás kísér, vagy követ egy órán belül.

#### Vestibularis migrén
Fejmozdításra jelentkező szédüléses tünet, mely főleg migréneseknél, különösen aurás migréneseknél jelentkezik. Rohammentes időszakban fokozott szédülési hajlam fejmozdításokra, de a szédülés fejmozdítás és szemmozgás nélkül is jelentkezhet mozgó tárgyak látásától, akár tévénézéstől is. A panasz egyszerű bizonytalanságtól a több napig tartó erős szédüléses rohamig fokozódhat. Fülzúgás, fülcsengés társulhat hozzá, de a szédüléses roham nem jár feltétlenül egyidejű fejfájással. Mivel heves szédülést más, sokszor súlyosabb, vagy másként kezelendő betegségek is okozhatnak, a vestibularis migrén csak azok kizárása esetén mondható ki.

#### Valószínűsített migrén
Az IHS valószínűsített migrénről beszél, ha a roham egy kritérium híján megfelel valamelyik migréntípusnak. Akkor is valószínűsíti a migrént, ha ugyan minden kritérium teljesült, de a beteg a roham előtt olyan és annyi gyógyszert vett be, amik önmagukban is fejfájást válthatnak ki.

## Szövődményei

### Krónikus migrén
Ha a beteg több hónapon át minden hónapban legalább 15 napon át migrénes tünetektől szenved, akkor krónikus migrénről van szó. Gyakran az aura nélküli migrén szövődménye, és növekvő számban jelentik. Ettől el kell különíteni a gyógyszerek által kiváltott krónikus fejfájást, amit például a fájdalomcsillapítók túladagolása okozhat.

### Status migraenosus
Status migraenosus esetén az egyik roham közvetlenül a másik után következik, vagy a roham időtartama meghaladja a 72 órát. A betegnek alig van ideje arra, hogy kipihenje magát, ezért ez különösen sok szenvedéssel jár.

### Migralepsia
A migralepsia migrén által okozott epilepsziás rohamot jelent. Az aurafázist egy órán belül epilepsziás roham követi. Az aurás migrén szövődménye, amit feltárja a migrén és az epilepszia közötti bonyolult kapcsolatot.

### Migrénes infarktus
A migrénes infarktus többnyire az aurás migrén szövődménye. Az aura egy óránál tovább is eltarthat. A migrén képalkotó eljárásokkal kimutatható bevérzéseket okoz az agy egyes területein. Főként 45 év alatti nőket érint. További rizikófaktorai a dohányzás és a túlsúly.

### Infarktus nélküli perzisztens aura
Az infarktus nélküli perzisztens aurát az egy hétnél hosszabb migrénes tünetek jellemzik maradandó agykárosodások nélkül. Az auratünetek kétoldaliak.

## Kivizsgálása
A rendszeresen visszatérő, vagy akár egyetlen alkalommal, de tűrhetetlen erővel fellépő fejfájás esetén orvoshoz kell fordulni. A migrénnel neurológusok és fejfájás ambulanciák foglalkoznak.
Egy pillanat alatt kezdődő fejfájás, bénulás, zavarodottság, egyik szemre kiterjedő látásvesztés, görcsrohamok, tarkómerevség, kettőslátás, egy óra alatt nem múló aurajelenség esetén sürgősen orvoshoz kell fordulni.
A kivizsgálás alapját a belgyógyászati, neurológiai és szemészeti vizsgálat jelenti. Az eredmények függvényében további vizsgálatok végezhetők, többek között nyaki röntgen a csigolyaelváltozások, nyaki ultrahang a nyaki erek vizsgálatához, EEG az epilepszia kizárásához. Szükség esetén koponya MRI és speciális agyi keringési vizsgálat is végezhető, sok más egyéb mellett. Az esetleges rizikófaktorok (pld. magas vérnyomás, magas koleszterinszint, cukorbetegség stb.) feltárása nagyon fontos.
Javaslat:
- Fejfájásos panaszok esetén forduljon családorvosához!
- A korai kivizsgálással jobb gyógyulási esélyei vannak!
- Orvosa munkáját könnyíti, ha pontosan, rendszerbe szedve leírja, majd vizsgálata során elmondja fejfájásának jellegzetességeit, esetleges kiváltó tényezőit!
- Fejfájás esetén orvosi javaslat nélkül ne gyógyszerezze magát!

## Fiziológiája

### Migrénes roham
A migrénrohamok mechanizmusa még nem egészen ismert. A migrén kialakulását több egymást kiegészítő elmélettel magyarázzák. Ezekben az elméletekben fontos szerephez jutnak a különféle ingerületátvivő anyagok, mint a szerotonin, a glutamát, a nitrogén-monoxid és a CGRP.

#### Vaszkuláris elmélet
A vaszkuláris elmélet azon a megfigyelésen alapszik, hogy a migrénes roham alatt az agy véredényei kitágulnak. Ezt a tágulást a trigeminovaszkuláris reflex részének tekintik. A roham alatt aktiválódnak az ezeknek az ereknek a falában levő, a háromosztatú ideghez tartozó szabad idegvégződések. A háromosztatú ideg az innen kapott információkat a nucleus spinalis nervi trigemini alsó részébe szállítja. Ezt teszik felelőssé a fájdalomért. A kísérő tünetekért a háromosztatú idegből a hipotalamuszba és az érzőkéregbe jutó információkat hibáztatják.
A vaszkuláris elmélet megmagyarázza a migrénes fejfájás lüktető természetét. Ezt támogatja az a megfigyelés, hogy az értágítók szintén kiválthatnak migrénes, vagy ahhoz hasonló fejfájást. Az erek mechanikus összenyomása ellenben a migrénes tünetek csökkenéséhez vezet. Egyes migréngyógyszerek hatásmechanizmusa is ez alapul. Ilyenek az anyarozs-alkaloidák, a triptán és a CGRP-receptorantagonisták.
Mivel a vaszkuláris elmélet nem magyarázza meg az összes kísérőtünetet, ezért a migrén nem tekinthető tisztán vaszkuláris eredetű betegségnek.

#### Izgatási elmélet
A rendszeres migrénrohamokat átélő betegekben az agy nyakszirtlebenyének fokozott ingerlékenységét is megfigyelték. Ez vezetett az izgatási elmélet feltevéséhez. Ezt az okozza, hogy nagy mértékben bocsátódnak ki káliumionok a sejt közötti állományba. A káliumionok depolarizálják az agykéreg egyes területeit. A migrénes aurát a látókéregre kiterjedő depolarizációval hozták összefüggésbe. A migrénes fejfájás a legegyszerűbben a háromosztatú ideg érző magjainak egy részébe jutó ingerülettel magyarázható. Más elgondolások szerint a káliumionok, a glutamát és a nitrogén-monoxid közvetlenül váltja ki a fejfájást.
A migrénes és az epilepsziás roham keletkezése és terjedése közötti hasonlóságot is ez az elmélet írja le a legjobban.

#### A neurogén gyulladás elmélete
A neurogén gyulladás elmélete azon alapul, hogy a háromosztatú ideg végződései a migrénes roham alatt gyulladásközvetítő anyagokat bocsátanak ki. Ilyen anyagok a CGRP, a substance P és az A-neurokinin. A CGRP megnövekedett mennyisége a vérplazmából is kimutatható. Ezek az anyagok központi szerephez jutnak a steril neurogén gyulladás kiváltásában és a masztociták aktiválásában. Ennek következtében kitágulnak a véredények, megnő az erek áteresztőképessége, és fehérvérsejtek gyűlnek a gyulladásközvetítő anyagok által megjelölt helyre. A metalloproteázok hatására a vér-agy gát áteresztőképessége is megnő a fehérjék és a peptidek számára. Mind az értágulás, mind az ödémaképződés a migrénes fejfájás okozója lehet.

#### Genetikai okok
Mivel a migrének egyes típusai családi halmozódást mutatnak, ezért azt sejtik, hogy egyes mutációk szerepet játszanak a kialakulásában. A familiáris hemiplégikus migrén genetikai okaként három különböző gén hibáját jelölték meg.
- Az I-es típusú familiáris hemiplégikus migrén a 19-es kromoszóma CACNA1A génjének hibája miatt jön létre. Ez a gén a Cav1.1 kalciumcsatornát kódolja.
- A II-es típusú familiáris hemiplégikus migrént az 1-es kromoszóma ATP1A2 génjének hibája okozza. Ez a gén a nátrium-kálium-ATPázt kódolja.
- A III-as típusú familiáris hemiplégikus migrént a 2-es kromoszóma SCN1A génjének hibája hozza létre, ami egy nátriumcsatornát kódol.[15]

Mindegyik génhibát kapcsolatba hozták az epilepsziával is.
Az aurás migrén gyakoribb azoknál a betegeknél, akiknél a szív pitvarának falán ovális nyílás marad meg, ezért úgy sejtik, hogy mindkettő ugyanarra a génhibára vezethető vissza. Hasonlót sejtenek a migrén és a depresszió közötti kapcsolatról.

## A roham megelőzése
Kivizsgált és diagnosztizált migrén esetén a rohamok megelőzésére speciális gyógyszerek vannak. Ezek a kialakult roham megszüntetésére nem alkalmasak, kizárólag a megelőzésre. Orvosi utasítás szerint béta blokkoló, kalcium-csatorna blokkoló, antidepresszáns, agyi keringésjavítók és migrén ellenes gyógyszerek alkalmazhatók. Amennyiben nincs ellenjavallat, az orvos beleegyezésével magnézium, B vitamin, Aszpirin, enyhe nyugtató szedhető megelőzésképpen. Elengedhetetlen a vérnyomás normalizálása.
Kerüljük a migrénes rohamokat kiváltó tényezőket. A stressz, kialvatlanság, fáradtság, éhség, szomjúság, szem túlzott igénybevétele, túl sok monitornézés, alkohol, nikotin, koffeines üdítők, pezsgő, borok, glutamát, aszpartám, egyes ételek (pld. tojás, zsíros húsételek, csokoládé), tartósítószerek, szennyezett levegő, autófüst, időjárási frontok, kevés folyadékfogyasztás, kiszáradás egyértelműen fokozzák a rohamok kialakulásának esélyét. Az egészséges életmód és táplálkozás, testmozgás nagyon javasolt.

## A roham kezelése
A kínzó fejfájással járó migrénes roham megszüntetésére ma már kiváló gyógyszerek állnak rendelkezésre. Ezeket többnyire csak szakorvos írhatja fel és meglehetősen drágák. A speciális antimigrén gyógyszerek elérhetőek tabletta, orrspray, illetve injekció formájában. Ezek hiányában fejfájáscsillapító gyógyszert lehet használni. Amennyiben lehetőség van rá, csöndes, nyugodt, sötét szobában le kell pihenni, legjobb aludni. Ágynyugalom, hidegvizes borogatás, a halánték masszírozása jót tesz. Enni a hányinger miatt nem ajánlott. Inni nagyon fontos, de semmiképpen sem alkoholt. Esetenként a kávé jót tehet, de másoknál éppen rontja a panaszokat. Régi módszer az illatterápia. Eukaliptusz, levendula vagy rozmaring párologtatásával a roham kezdetekor megelőzhető a fájdalom fokozódása. Vattába csomagolt kámfort a fülbe téve enyhül a migrén. Amennyiben a panaszok fokozódnak, tarkómerevség, láz, zavarodottság, újabb látászavar, bénulás vagy bármi szokatlan jelenség lép fel, sürgősen orvoshoz kell fordulni.